# Sorrell and Son (pel·lícula de 1927)
Sorrell and Son és una pel·lícula muda de la United Artists dirigida per Herbert Brenon i protagonitzada per H. B. Warner i Anna Q. Nilsson entre d'altres. Va ser nominada a l'Oscar al millor director a la primera gala de l’Acadèmia. Basada en la novel·la homònima de Warwick Deeping, la pel·lícula va fer la seva premiere al Rivoli de Nova York l'11 de novembre de 1927. Els exteriors es rodaren a Anglaterra.

## Argument[calcitació]
Stephen Sorrell, un heroi condecorat de guerra decorat, cria el seu fill Kit sol després que Dora, la mare de Kit, els abandonés quan el nen encara era petit per unir-se a un home ric. Sorrell perd la possibilitat de tornar a la feina d’abans de la guerra com a gerent de vendes i accepta treballar com a venedor en una botiga fora de Londres. En arribar al poble descobreix que l’amo ha mort i acaba acceptant la feina de porter en un hotel. Flo Palfrey, la propietària de l’hotel gaudeix humiliant-lo però també l’intenta seduir però en ser acomiadat aconsegueix feina en un hotel millor. Allà s’enfronta a Buck, el cap de porters, i quan un dia impedeix que aquest violi Fanny Garland, una mestressa de casa amb qui Sorrell ha fet amistat, l’amo de l’hotel, Thomas Roland, acomiada Buck i nomena Sorrell com a nou cap de porters. A la llarga, gràcies als sacrificis del pare, Kit acaba estudiant a Oxford i esdevé metge. Quan Roland s’ha retirat, Stephen Sorrell ha esdevingut el nou gerent de l’hotel i manté una relació amorosa amb Fanny.
Un dia, Dora, la mare, reapareix com a vídua rica volent formar part de la vida del jove el qual sempre ha cregut que la seva mare havia mort. Tot i que Kit no vol veure-la, Sorrell el convenç que hauria d'acceptar la seva oferta i anar amb ella a Londres durant unes setmanes. Dora ofereix a Kit una vida de luxe però ell la rebutja i torna amb el seu pare. Kit acaba obtenint plaça en un hospital de Londres i esdevé un metge reputat. A rel d’una infecció per un tall durant una operació els metges recomanen amputar la mà però ell ho rebutja i amb el suport del seu pare acaba superant la crisi.
Kit s’acaba casant amb Molly, la filla de Roland a la que coneix des de petit i durant la lluna de mel Stephen té un col·lapse. En tornar de la lluna de mel el metge diu que el seu pare té una malaltia terminal i que només se li pot administrar morfina per alleugerir el seu patiment. El pare demana al noi que l’ajudi a acabar amb tot i aquest li administra una sobredosi de morfina que l’ajuda a acabar amb el seu patiment.

## Repartiment
- H. B. Warner (Stephen Sorrell)
- Anna Q. Nilsson (Dora Sorrell)
- Mickey McBan (Kit com a nen)
- Carmel Myers (Flo Palfrey)
- Lionel Belmore (John Palfrey)
- Norman Trevor (Thomas Roland)
- Betsy Ann Hisle (Molly com a nena)
- Mary Nolan (Molly Roland)
- Louis Wolheim (Buck)
- Paul McAllister (Dr. Orange)
- Alice Joyce (Fanny Garland)
- Nils Asther (Christopher 'Kit' Sorrell)